# Sulzheim (Renania-Palatinato)
Sulzheim è un comune di 1 233 abitanti della Renania-Palatinato, in Germania.
Appartiene al circondario (Landkreis) di Alzey-Worms (targa AZ) ed è parte della comunità amministrativa (Verbandsgemeinde) di Wörrstadt.